# Nhandu
Nhandu es un género de arañas migalomorfas de la familia Theraphosidae. Son originarias de Sudamérica.  

## Especies
Según The World Spider Catalog 11.0:
- Nhandu carapoensis Lucas, 1983
- Nhandu cerradensis Bertani, 2001
- Nhandu chromatus Schmidt, 2004
- Nhandu coloratovillosus (Schmidt, 1998)
- Nhandu tripepii (Dresco, 1984)